# Teratosperma microsporum
Teratosperma microsporum är en svampart som beskrevs av P.M. Kirk 1985. Teratosperma microsporum ingår i släktet Teratosperma, divisionen sporsäcksvampar och riket svampar.   Inga underarter finns listade i Catalogue of Life.